# Zugentlastung
Eine Zugentlastung ist eine mechanische Schutzvorrichtung für flexible elektrische Leitungen und Schläuche.

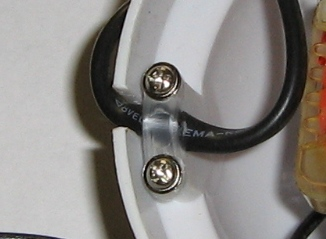
Zugentlastungsschelle am Netzanschlusskabel eines elektrischen Gerätes

## Norm
Genormt ist die Zugentlastung für ortsveränderliche elektrische Betriebsmittel nach EN 62444 (ehemals EN 50262).

## Typen

### Kabelschellen
Zugentlastungen sind oft Metall- oder Kunststoffschellen, die flexible elektrische Anschlusskabel (Litzenleitungen) vor dem Herausreißen schützen. Die Kabel werden dazu eingeklemmt.

### Kabelverschraubungen
Kabelverschraubungen können ebenfalls eine Zugentlastungsfunktion haben.

### Zweiloch-Platten

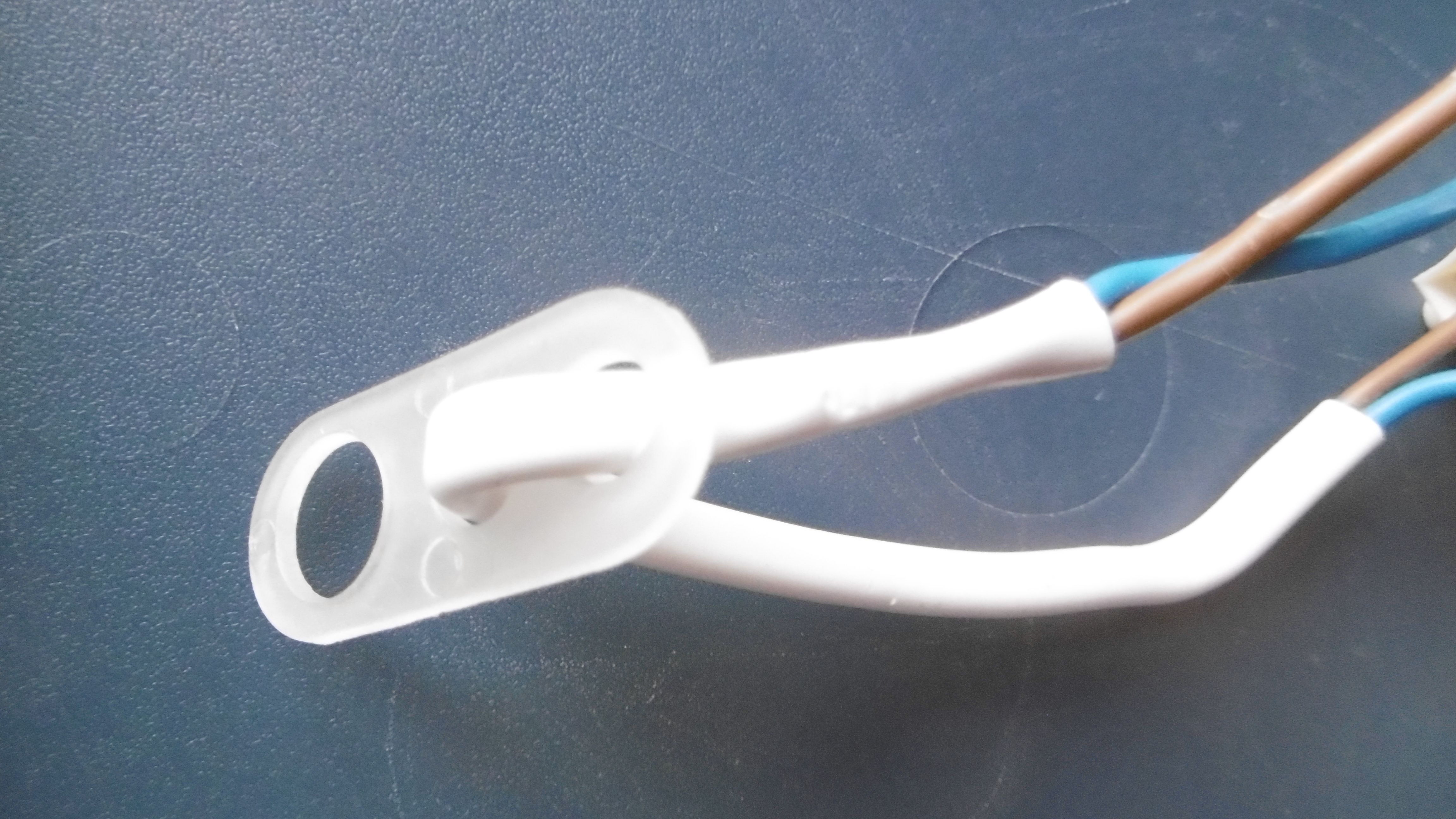
Lampenaufhängung

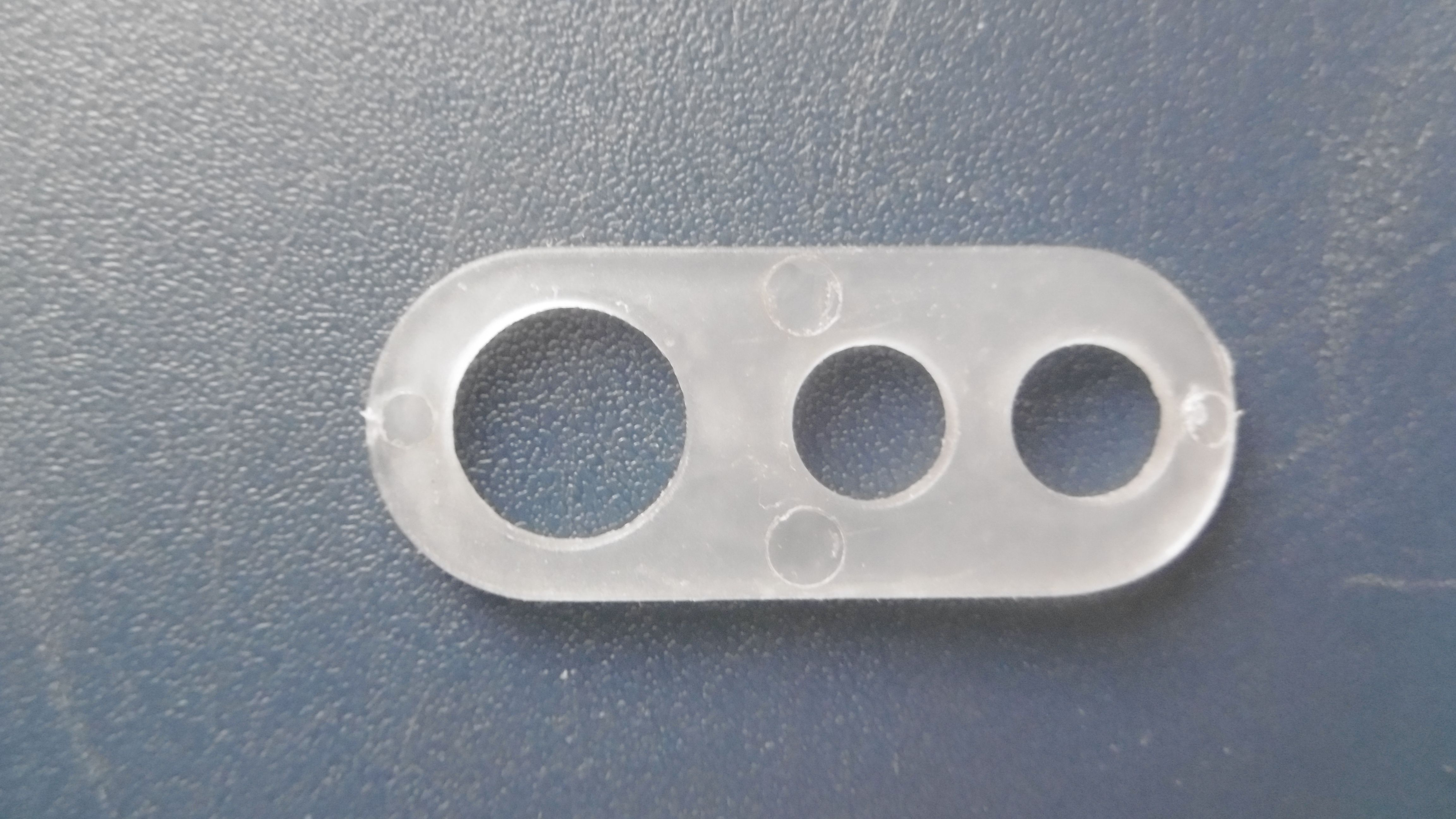
Dreilochplatte

Zweiloch-Platten entlasten durch Reibung, indem das Kabel als Schleife durch die zwei Löcher geführt wird.

### Dreiloch-Platten
Dreiloch-Platten dienen zur Lampenaufhängung mit integrierter Zugsicherung.

### Kabelbinder

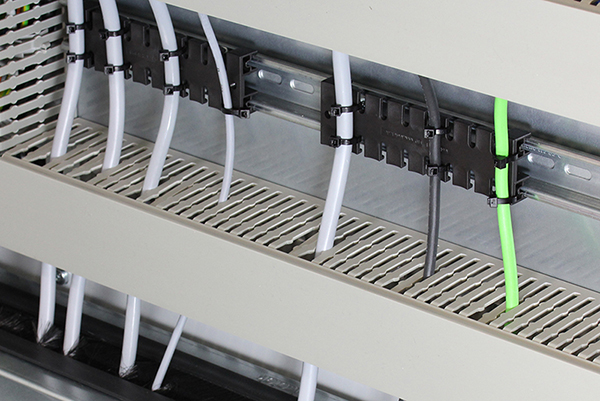
Zugentlastung im Schaltschrank, montiert auf einer Hutschiene

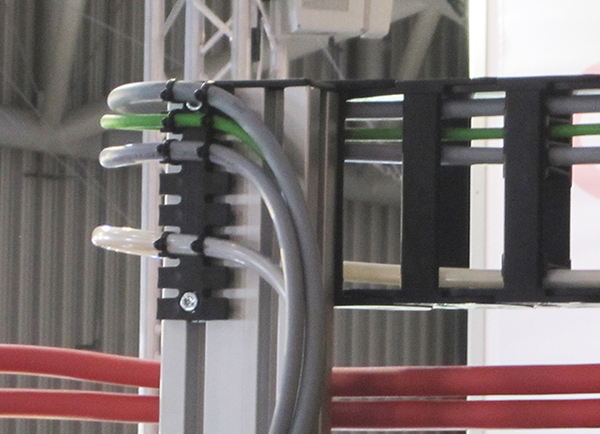
Zugentlastungsleiste am Ende einer Energieführungskette

Kabelbinder werden in industriellen Anwendungen an Zugentlastungsleisten eingesetzt, da deren Packungsdichte höher ist als bei herkömmlichen Kabelschellen. Das Spektrum der Außendurchmesser der Kabel ist bei dieser Methode größer als bei Schellen oder Verschraubungen.
Kabelbinder dienen oft auch als einfacher Behelf.

## Anwendung
Zugentlastungen müssen bei ortsveränderlichen elektrischen Betriebsmitteln vorhanden sein, die Zugfestigkeit ist – abhängig von der Masse der Geräte – vorgeschrieben. Dazu zählen auch die Steckverbinder an Verlängerungskabeln und flexiblen Mehrfachsteckdosen.
Auch bei Anwendungen, in denen Leitungen und Schläuche einer beabsichtigten bzw. zwangsweise andauernden Belastung ausgesetzt sind, werden Komponenten zur Zugentlastung eingesetzt, z. B. bei Energieführungsketten.